# Куверманс, Данни
Данни Куверманс (нидерл. Danny Koevermans; род. 1 ноября 1978, Схидам, Южная Голландия) — нидерландский футболист, завершивший игровую карьеру, выступал на позиции центрального нападающего.

## Карьера
29 июня 2011 года на правах свободного агента подписал контракт с канадским клубом MLS «Торонто». Во время зимнего трансферного окна 2014 года стал игроком нидерландского клуба «Утрехт». Дебютировал 6 февраля в матче со «Зволле», выйдя на замену.

## Статистика

### Выступления за клубы
| Сезон                 | Клуб                  | Соревнование          | Матчи | Голы |
| --------------------- | --------------------- | --------------------- | ----- | ---- |
| 2000/01               | Спарта (Роттердам)    | Eredivisie            | 4     | 0    |
| 2001/02               | Спарта (Роттердам)    | Eredivisie            | 23    | 7    |
| 2002/03               | Спарта (Роттердам)    | Eerste Divisie        | 34    | 25   |
| 2003/04               | Спарта (Роттердам)    | Eerste Divisie        | 20    | 15   |
| 2004/05               | Спарта (Роттердам)    | Eerste Divisie        | 29    | 24   |
| 2005/06               | АЗ                    | Eredivisie            | 21    | 9    |
| 2006/07               | АЗ                    | Eredivisie            | 31    | 22   |
| 2007/08               | ПСВ                   | Eredivisie            | 29    | 14   |
| 2008/09               | ПСВ                   | Eredivisie            | 26    | 8    |
| 2009/10               | ПСВ                   | Eredivisie            | 22    | 11   |
| 2010/11               | ПСВ                   | Eredivisie            | 14    | 1    |
| 2011                  | Торонто               | MLS                   | 0     | 0    |
| Всего (на 20.03.2011) | Всего (на 20.03.2011) | Всего (на 20.03.2011) | 253   | 136  |

### Матчи Куверманса за сборную Нидерландов
| Матчи Куверманса за сборную Нидерландов | Матчи Куверманса за сборную Нидерландов | Матчи Куверманса за сборную Нидерландов | Матчи Куверманса за сборную Нидерландов | Матчи Куверманса за сборную Нидерландов | Матчи Куверманса за сборную Нидерландов |
| --------------------------------------- | --------------------------------------- | --------------------------------------- | --------------------------------------- | --------------------------------------- | --------------------------------------- |
| №                                       | Дата                                    | Соперник                                | Счёт                                    | Голы Куверманса                         | Соревнование                            |
| 1                                       | 28 марта 2007                           | Словения                                | 1:0                                     | —                                       | Чемпионат Европы 2008 (отбор)           |
| 2                                       | 13 октября 2007                         | Румыния                                 | 0:1                                     | —                                       | Чемпионат Европы 2008 (отбор)           |
| 3                                       | 17 ноября 2007                          | Люксембург                              | 1:0                                     | 1                                       | Чемпионат Европы 2008 (отбор)           |
| 4                                       | 21 ноября 2007                          | Беларусь                                | 1:2                                     | —                                       | Чемпионат Европы 2008 (отбор)           |

Итого: 4 матча / 1 гол; 2 победы, 0 ничьих, 2 поражения.

## Достижения
ПСВ
- Чемпион Нидерландов: 2007/08
- Обладатель Суперкубка Нидерландов: 2008

«Торонто»
- Чемпион Канады (2): 2011, 2012